# Agrupación de Comandos Anfibios
La Agrupación de Comandos Anfibios (APCA) es una unidad táctica de operaciones navales especiales de la Armada Argentina creada en 1974 con asiento de paz en la base naval de infantería de marina Baterías y con dependencia orgánica del Comando de Fuerzas de Operaciones Navales Especiales (COFE). Realizó acciones importantes en el desembarco argentino de 1982 que daría lugar a la guerra de las Malvinas. Por esto recibió la condecoración «Honor al Valor en Combate».

## Historia
En el año 1966 fue creada la Compañía de Exploración y Reconocimiento Anfibio. Esta se formó sobre la base de la Compañía de Infantería de Marina N.º 7.
En el año 1982 inició la guerra de las Malvinas, de Argentina versus el Reino Unido. La Agrupación de Comandos Anfibios integró la fuerza que intervino en la recuperación de las islas Malvinas. El comandante y el encargado de la Agrupación, Guillermo Sánchez Sabarots y Guillermo Rodríguez respectivamente, realizaron el izamiento de la bandera argentina en el cuartel de Royal Marines.
La segunda patrulla, a cargo de Pedro Giachino, combatió durante más de dos horas para tomar la Casa del Gobernador, cayendo heridos su jefe (que luego falleció convirtiéndose en el primer muerto de la Guerra), el traductor García Quiroga y el enfermero Ernesto Urbina. Este objetivo se terminó de conquistar a la llegada de la patrulla de Sánchez Sabarots que se trasladó rápidamente hacia la Casa del Gobernador para auxiliar a Giachino y su gente. A partir de ese momento, las tropas británicas se rindieron y cesó el combate.
Después, ejecutó operaciones de infiltración en el dispositivo enemigo. De esta manera brindó información valiosa para la conducción propia.

## Actualidad
En 2024 por resolución del Estado Mayor General de la Armada fue creado el Comando de Fuerzas de Operaciones Navales Especiales (COFE), con asiento en Puerto Belgrano, reuniendo la Agrupación de Comandos Anfibios y la Agrupación de Buzos Tácticos (APBT) bajo un mismo comando.

## Capacidades
La Agrupación de Comandos Anfibios está entrenada para llevar a cabo reconocimiento anfibio e incursiones rápidas en guerras. Los comandos anfibios se especializan en comando, buceo y paracaidismo. También desarrollan operaciones conjuntamente con submarinos.
Los Operadores del APCA realizan entrenamientos y cursos en Estados Unidos junto con la US Navy en lo sé especializan en infiltración-exfiltración, reconocimiento terrestre/anfibio, paracaidismo HALO/HAHO y patrullaje.

## Armamento y Equipo
| Equipo              | Imagen | Calibre                 |
| ------------------- | ------ | ----------------------- |
| AT4                 |        | 84 mm                   |
| Lanzagranadas M203  |        | 40 mm                   |
| Barrett M95         |        | 12,7 × 99 mm OTAN       |
| Remington 700       |        | 7,62 × 51 mm OTAN       |
| M249 SAW            |        | 5,56 × 45 mm OTAN       |
| Heckler & Koch HK21 |        | 7,62 × 51 mm OTAN       |
| Carabina M4         |        | 5,56 × 45 mm OTAN       |
| MK18                |        | 5,56 × 45 mm OTAN       |
| FN P90              |        | 5,7 × 28 mm             |
| Heckler & Koch MP5  |        | 9 × 19 mm Parabellum    |
| Glock 17            |        | 9 × 19 mm Parabellum    |
| Bersa Thunder 9     | n/d    | 9 × 19 mm Parabellum    |
| GME FMK-2 Mod. 0    | n/d    | Granada de mano         |
| AN/PVS-7            |        | Visor nocturno          |
| MOLLE               |        | Chaleco Modular Táctico |
| Casco PASGT         |        | Casco Kevlar            |
| MultiCam            |        | Camuflaje Estándar      |
| MARPAT              |        | Camuflaje Jungla        |